# Kost z Ishanga

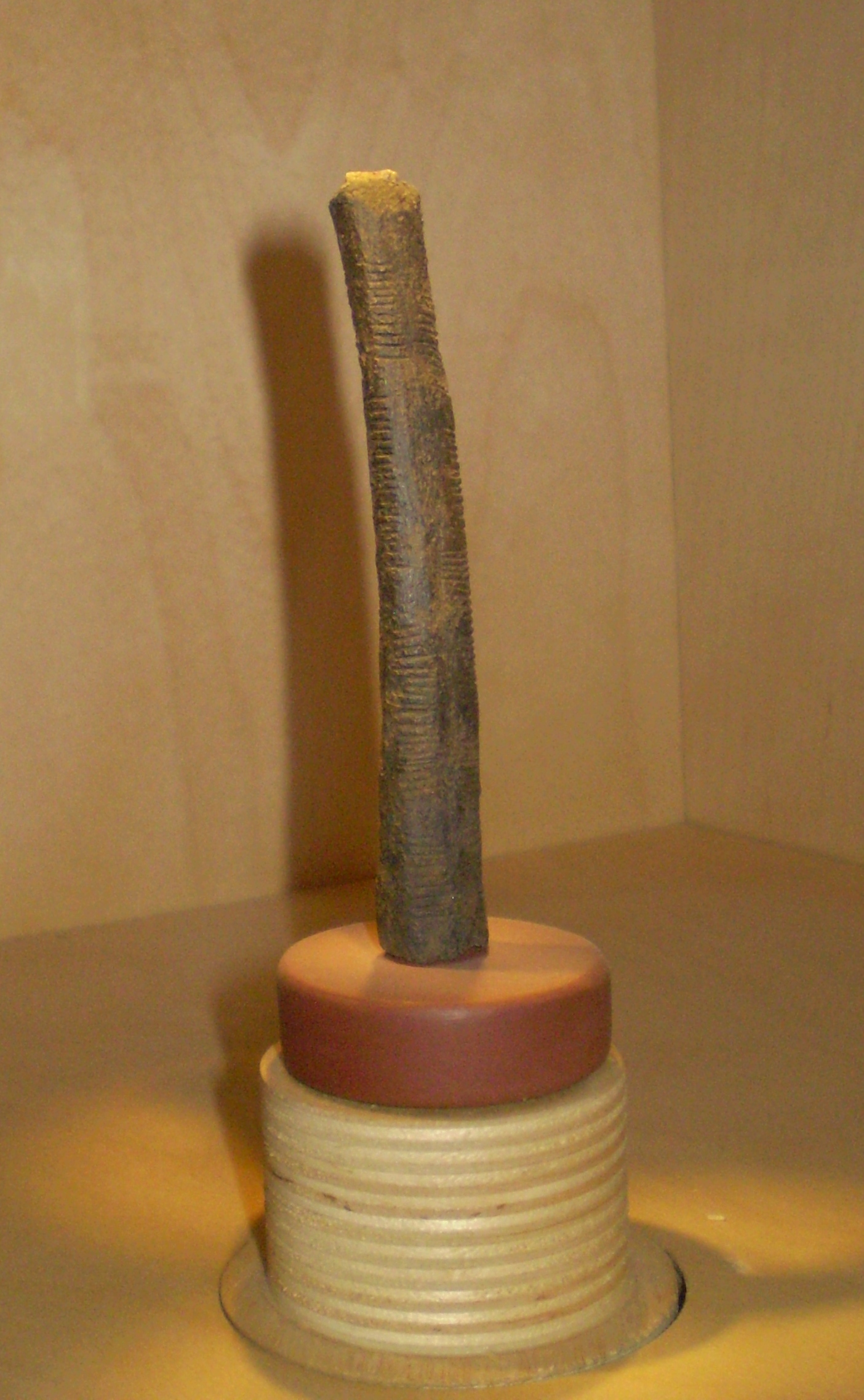
Kost z Ishanga na výstavě v Belgickém královském institutu přírodních věd v Bruselu

Kost z Ishanga je kostěný nástroj a potenciální matematický předmět datovaný do doby mladého paleolitu. Je to tmavě hnědá stehenní kost patřící paviánovi. Na jejím konci se nachází ostrý kus křemene, který pravděpodobně umožňoval efektivnější rytí. Někteří lidé se domnívají, že by mohlo jít o jakýsi druh zaznamenávací hůlky, neboť ve třech sloupcích je na kosti vyrytá série signatur. Jiní zastávají názor, že vruby mohly sloužit k tomu, aby se předmět dal lépe uchopit, nebo měly zcela jiný účel. Další soudí, že linie na předmětu nejsou vyryté neúmyslně a že pravděpodobně sloužil jako počítací nástroj používaný k jednoduchým matematickým operacím.

## Naleziště
Kost z Ishanga nalezl roku 1950 Belgičan Jean de Heinzelin de Braucourt během průzkumu v dřívějším Belgickém Kongu. Kost byla objevena na území Ishango nedaleko řeky Semliki. Řeka odtéká z Edwardova jezera a je součástí horního toku řeky Nil (nyní na hranici mezi současnou Ugandou a Demokratickou republikou Kongo). Kost byla nalezena mezi ostatky neveliké komunity, která v této oblasti kdysi rybařila. Osadu zničila vulkanické erupce. Zpočátku se předpokládalo, že artefakt byl vyroben někdy mezi roky 9 000 a 6 500 př. n. l. Nicméně po stanovení stáří místa, kde byl předmět objeven, se stáří artefaktu odhaduje na více než 20 000 let.
Kost z Ishanga se nyní nachází v expozici v Belgickém královském institutu přírodních věd v Bruselu.